# Parque nacional Øvre Dividal
El parque nacional Øvre Dividal (en sami septentrional: Dieváidvuovddi álbmotmeahcci; en noruego: Øvre Dividal nasjonalpark) es un parque nacional de Noruega, localizado en el municipio de Målselv, en el condado de Troms. Fue establecido el año 1971 y protege una zona de 750 km² de zonas del interior con apenas intervención humana. El sendero Nordkalottruta cruza el parque.

## Etimología
El nombre se compone de las palabras Dividal que en sami es dievvá que significa 'monte redondo y seco'. La otra palabra es noruega, dal que significa 'valle'. Mientras que øvre es 'superior' en noruego. En conjunto la oración es "la parte superior de Dividal"

## Naturaleza

### Flora

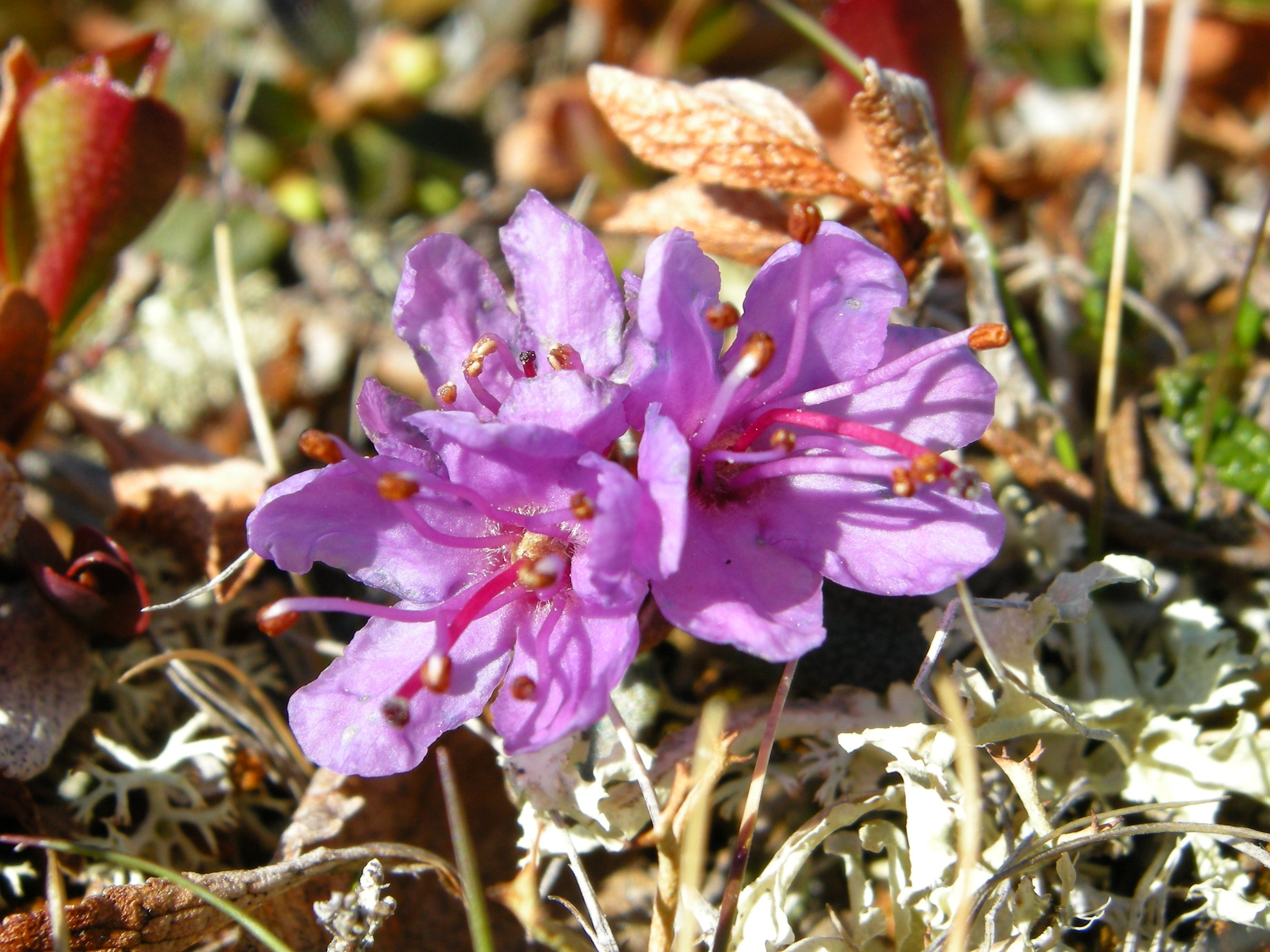
Arctic rhododendron (Rhododendron lapponicum)

Los bosques de pino pasan a ser de abedul a medida que aumenta la altura, terminando en sauces y abedules enanos en la tundra. El aliso gris (Alnus incana) crece a lo largo del río Divi. En total 315 especies de plantas han sido registradas. La azalea (Rhododendron lapponicum) crece de manera natural en la zona.

### Fauna
Están presentes todos los depredadores de tierra firme (osos pardo, lobos, glotones y linces), pero los lobos son raros y no son habitantes permanentes. Los glotones son particularmente numerosos. Los renos son comunes, al igual que los alces y los zorros árticos.

## Clima

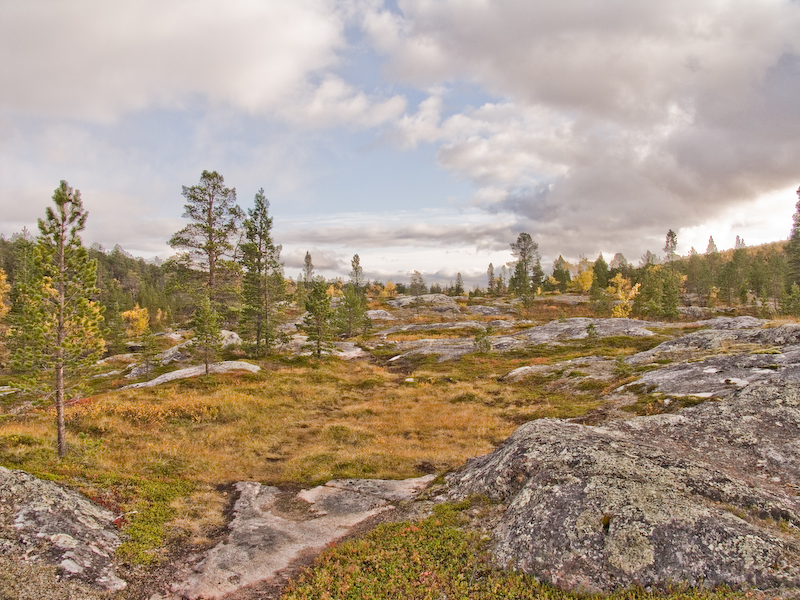
Part of Øvre Dividal

A nivel del mar, Dividalen es el segundo valle más seco de Noruega, con un promedio de lluvias de solo 282 mm. El promedio de temperaturas va desde los -9 °C en enero a 13 °C en julio, con una media de 0,8 °C. El permafrost no se presenta hasta los 700 m. El parque nacional tiene su base a 300msnm y supera los 1600 m en las zonas altas. Junto con los terrenos fronterizos con Suecia, es uno de los territorios menos intervenidos del país.

## Geología
La roca madre consta de conglomerado, arenisca y pizarra. Los ríos han creado muchos barrancos. Una particularidad es que hay rocas erráticas. Estas fueron transportadas en la época glacial y tras ella, fueron depositadas de manera aleatoria.